# Hat Rin
Hat Rin, ook bekend als Haad Rin, is een plaats op Ko Pha Ngan in Thailand. Haad Rin Beach is vooral bekend om zijn Full Moon Party, die sinds begin jaren 90 massaal wordt bezocht door rugzaktoeristen.